# Třída Almirante Clemente
Třída Almirante Clemente byla třída eskortních torpédoborců venezuelského námořnictva. Postaveny byly jako doplněk větších torpédoborců třídy Nueva Esparta. Ve své době se jednalo o moderní, velmi rychlá a silně vyzbrojená plavidla, která však trpěla příliš lehkou konstrukcí (pro italská plavidla to nebylo zcela neobvyklé).
Celkem bylo postaveno šest jednotek této třídy, zařazených do služby v letech 1956-1957. Později byla plavidla přeřazena mezi fregaty (jejich trupové označení se změnilo z D na F). Dvě jednotky byly v polovině 80. let přestavěny na hlídkové lodě pro venezuelskou pobřežní stráž a představovují její největší válečné lodě. K roku 2015 byly obě stále v aktivní službě.
Pro portugalské námořnictvo byla postavena upravená fregata Pêro Escobar (F 335).

## Stavba
Stavba tří eskortních torpédoborců byla Venezuelou objednána roku 1953 u italské loděnice Ansaldo v Livornu. V roce 1954 byly objednány tři další. Stavba první trojice byla zahájena 5. května 1954 a v případě druhé trojice pak 12. prosince 1954. Do služby torpédoborce vstoupily v letech 1956–1957.
Jednotky třídy Almirante Clemente:
| Jméno                                                 | Zahájení stavby   | Spuštěna          | Vstup do služby | Status                                            |
| ----------------------------------------------------- | ----------------- | ----------------- | --------------- | ------------------------------------------------- |
| Almirante Clemente (CG 11, ex D 12, ex F 11)          | 5. května 1954    | 12. prosince 1954 | 1956            | v březnu 1986 převeden k pobřežní stráži, aktivní |
| General Juan José Flores (D 13)                       | 5. května 1954    | 7. února 1955     | 1956            | vyřazen                                           |
| General José Trinidad Moran (CG 12, ex D 22, ex F 12) | 5. května 1954    | 12. prosince 1954 | 1957            | v březnu 1986 převeden k pobřežní stráži, aktivní |
| Almirante Brión (D 23)                                | 12. prosince 1954 | 4. září 1955      | 1957            | vyřazen                                           |
| General José de Austria (D 32)                        | 12. prosince 1954 | 15. července 1956 | 1957            | vyřazen                                           |
| Almirante José Garcia (D 33)                          | 12. prosince 1954 | 12. října 1956    | 1957            | vyřazen                                           |

## Konstrukce

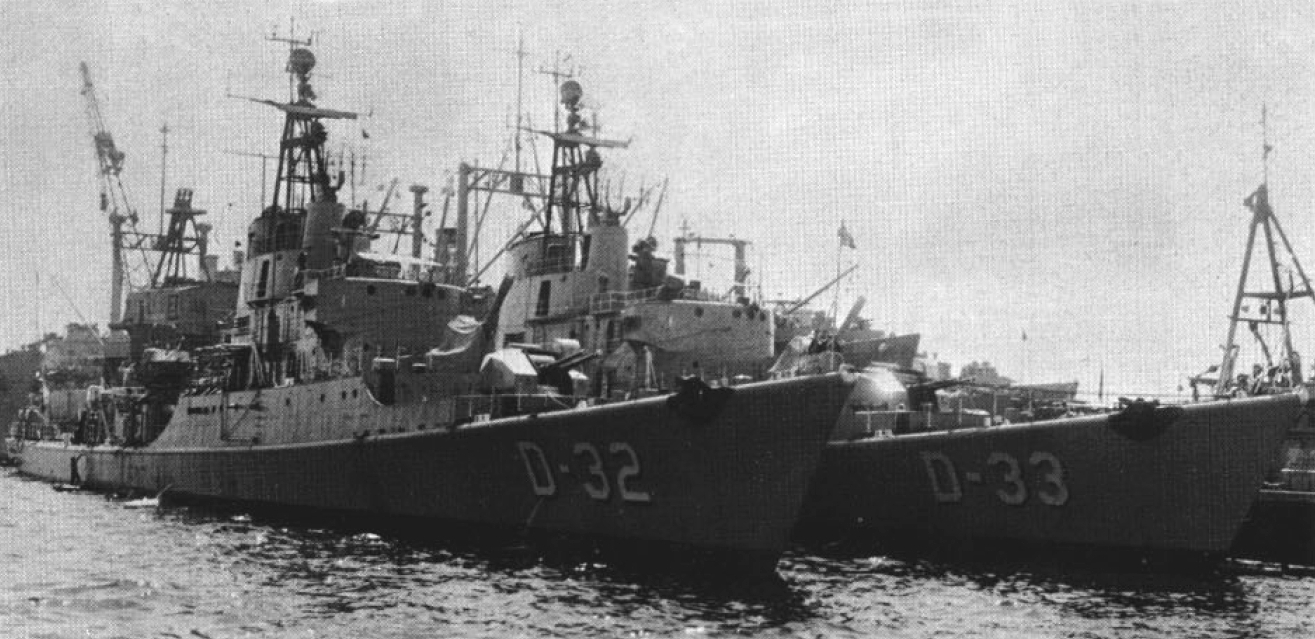
General José de Austria a Almirante José Garcia po modernizaci, 1962

Plavidla po dokončení nesla dva 102mm kanóny, dva 40mm kanóny, čtyři 20mm kanóny, jeden trojhlavňový 533mm torpédomet, dva vrhače hlubinných pum a dva salvové vrhače hlubinných pum Hedgehog. Pohonný systém tvoří dva kotle Foster-Wheeler a dvě parní turbíny Parsons o celkovém výkonu 24 000 shp, pohánějící dva lodní šrouby. Nejvyšší rychlost dosahovala 32 uzlů. Dosah byl 3500 námořních mil při rychlosti 12 uzlů.

### Modernizace

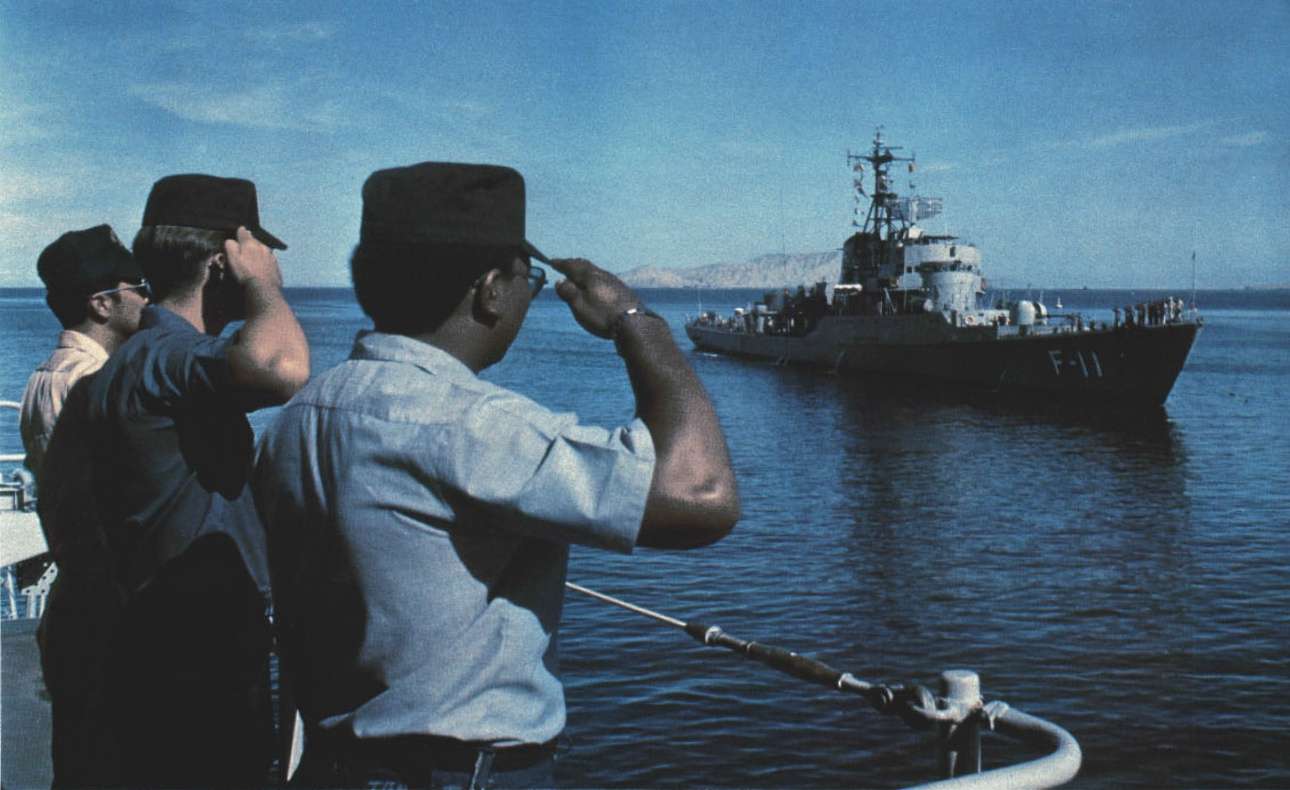
Almirante Clemente po hloubkové modernizaci, 1987

Almirante Brión, General José de Austria a Almirante José Garcia byly roku 1962 v loděnici Ansaldo přezbrojeny. Demontovány byly všechny torpédomety a osm 20mm kanónů. Plavidla naopak dostala nový protiponorkový raketomet Lanciabaz a modernější elektroniku. Tato trojice modernizovaných plavidel byla vyřazena v letech 1976-1978, stejně jako jediné nemodernizované plavidlo General Juan José Flores.
Almirante Clemente a General José Trinidad Moran v letech 1968-1975 prošly hloubkovou modernizací v britských loděnicích. Modernizovaná plavidla dostala radary Plessey AWS-2 a Selenia RTN-10X, navigační radar Decca 1226 a sonar Plessey MS-26. Novou výzbroj tvořily dva 76,2mm kanóny OTO-Melara Compact v jednodělových věžích, dvojitý 40mm kanón, přičemž protiponorkovou výzbroj stále tvořily dva klasické vrhače a dva vrhače Hedgehog. Takto modernizovaná plavidla zůstala ve službě až do roku 1983.
V letech 1984-1985 byly Almirante Clemente a General José Trinidad Moran v italské loděnici CNR v Janově přestavěny na hlídkové lodě pro pobřežní stráž. Hlavní změnou byla nová protiponorková výzbroj v podobě dvou trojhlavňových 324mm torpédometů (ostatní výzbroj zůstala beze změny). Slabší pohonný systém o výkonu 6000 bhp plavidlům uděluje rychlost až 22 uzlů.